# Novi Vrh
Novi Vrh este o localitate din comuna Apače, Slovenia, cu o populație de 22 de locuitori.